# 贝尔瓦勒 (阿登省)
贝尔瓦勒（法語：Belval，法語發音：[bɛlval] ⓘ）是法国大東部大區阿登省的一个市镇，属于沙勒维尔-梅济耶尔区。

## 地理
贝尔瓦勒（49°46'35"N, 4°38'4"E）面积4.94 平方千米，位于法国大東部大區阿登省，该省份为法国北部内陆省份，西接埃纳省，南至马恩省，东临默兹省，北与比利时接壤。
与贝尔瓦勒接壤的市镇（或旧市镇、城区）包括：达穆济、欧德勒西、叙里、图尔讷、瓦尔克。

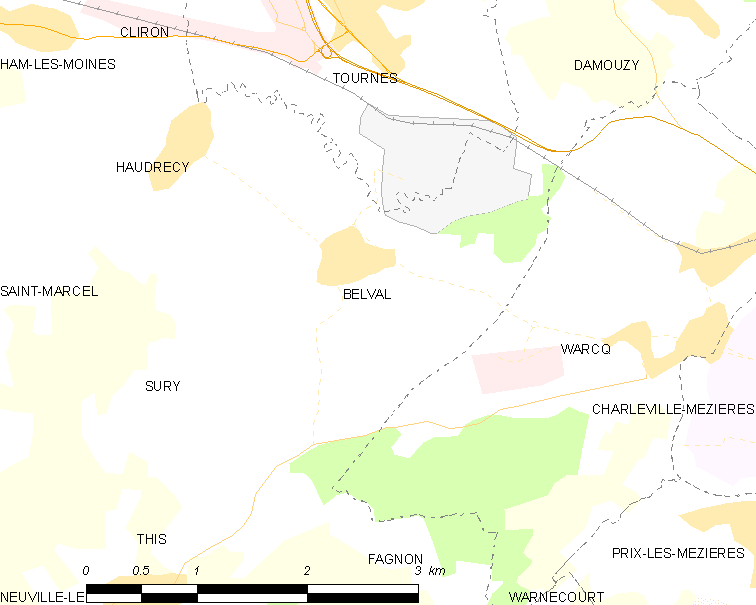
的OSM定位图

贝尔瓦勒的时区为UTC+01:00、UTC+02:00（夏令时）。

## 行政
贝尔瓦勒的邮政编码为08090，INSEE市镇编码为08058。

## 政治
贝尔瓦勒所属的省级选区为沙勒维尔-梅济耶尔第一县。

## 人口

1962-2008年间人口变化图示

贝尔瓦勒于2022年1月1日时的人口数量为226人。